# ملعب الحزب الوطني الفاشي
ملعب الحزب الوطني الفاشي (بالإيطالية: Stadio Nazionale PNF)‏ وهو اختصار لـ (Stadio del Partito Nazionale Fascista)، كان ملعبًا متعدد الأغراض يقع في روما، إيطاليا، يتسع لـ 47,300 متفرج. سمي الملعب تيمناً بالحزب الفاشي الذي حكم إيطاليا في الفترة ما بين 1930 حتي نهاية الحرب العالمية الثانية. وبعد انتهاء الحرب تقرر إغلاق الملعب وإنشاء ملعب فلامينيو بدلا منه. كان يعتبر الملعب الأساسي لناديي إيه إس روما ولاتسيو قبل انتقالهما للعب في الملعب الأولمبي بدلاً منه .

## التاريخ
تم وضع حجر الأساس للملعب في 1911. افتتح الملعب في 1911. تم إغلاقه في 1953 ثم هدم هذا الملعب في 1957 .

## أهم الأحداث التي استضافها
- نهائي كأس العالم لكرة القدم 1934 بين إيطاليا وتشيكسلوفاكيا